# Rhinolophoidea
Rhinolophoidea – nadrodzina ssaków z podrzędu rudawkokształtnych (Pteropodiformes) w obrębie rzędu nietoperzy (Chiroptera).

## Zasięg występowania
Nadrodzina obejmuje gatunki występujące w Afryce, Eurazji oraz Australii i Oceanii.

## Systematyka
Do nadrodziny należą następujące rodziny:
- Rhinopomatidae Bonaparte, 1838 – brodawkonosowate
- Craseonycteridae J. Edwards Hill, 1974 – świnionosowate – jedynym przedstawicielem jest 	Craseonycteris thonglongyai J. Edward Hill, 1974 – świnionos malutki
- Megadermatidae H. Allen, 1864 – lironosowate
- Rhinonycteridae J.E. Gray, 1866  – rogonosowate
- Hipposideridae Lydekker, 1891 – płatkonosowate
- Rhinolophidae J.E. Gray, 1825 – podkowcowate